# Carboxilare
Carboxilarea este o reacție chimică în care un acid carboxilic este obținut ca urmare a tratării unui substrat cu dioxid de carbon. Procesul invers poartă denumirea de decarboxilare. Un proces similar este reacția de carbonare, în urma căreia se obțin carbonați.

## Chimia organică
Carboxilarea este un proces standard utilizat în chimia organică. Specific, carboxilarea reactivilor Grignard și a compușilor organolitic este o cale clasică de a converti derivații halogenați organici la acizi carboxilici.
Un exemplu clasic de proces de carboxilare este sinteza Kolbe-Schmitt a salicilatului de sodiu:

## Biochimie
La baza vieții bazate pe carbon se află procesul de carboxilare care cuplează dioxidul de carbon atmosferic cu o glucidă. Acest proces este de obicei catalizat de enzima de carboxilare RuBisCO sau ribulozo-1,5-bisfosfat carboxilază/oxigenază, posibil aceasta fiind una dintre cele mai abundente proteine de pe Pământ.

Ciclul Calvin indicând carboxilarea ribulozo-1,5-bisfosfatului.